# Epirhyssa malayana
Epirhyssa malayana là một loài tò vò trong họ Ichneumonidae.